# Lautaro Rinaldi
Patricio Lautaro Rinaldi (Acassuso, 30 dicembre 1993) è un calciatore argentino, attaccante del Rampla Juniors.

## Caratteristiche tecniche
È un centravanti fisicamente possente, gioca con il piede destro.

## Carriera
Cresciuto nelle giovanili dell'Argentinos Juniors, debutta in prima squadra il 26 ottobre 2014 disputando da titolare il match perso 2-1 contro il Nueva Chicago.
Segna la sua prima rete il 7 novembre, aprendo le marcature al 31' nella vittoria per 2-0 contro il Guaraní Antonio Franco.

## Statistiche

### Presenze e reti nei club
Statistiche aggiornate al 14 ottobre 2017.
| Stagione                  | Squadra                   | Campionato                | Campionato | Campionato | Coppe nazionali | Coppe nazionali | Coppe nazionali | Coppe continentali | Coppe continentali | Coppe continentali | Altre coppe | Altre coppe | Altre coppe | Totale | Totale |
| Stagione                  | Squadra                   | Comp                      | Pres       | Reti       | Comp            | Pres            | Reti            | Comp               | Pres               | Reti               | Comp        | Pres        | Reti        | Pres   | Reti   |
| ------------------------- | ------------------------- | ------------------------- | ---------- | ---------- | --------------- | --------------- | --------------- | ------------------ | ------------------ | ------------------ | ----------- | ----------- | ----------- | ------ | ------ |
| 2014                      | Argentinos Juniors        | PB                        | 9          | 4          | CA              | 0               | 0               | -                  | -                  | -                  | -           | -           | -           | 9      | 4      |
| 2015                      | Argentinos Juniors        | PD                        | 28+1       | 7          | CA              | 0               | 0               | -                  | -                  | -                  | -           | -           | -           | 29     | 7      |
| 2016                      | Argentinos Juniors        | PD                        | 8          | 2          | CA              | 0               | 0               | -                  | -                  | -                  | -           | -           | -           | 8      | 2      |
| Totale Argentinos Juniors | Totale Argentinos Juniors | Totale Argentinos Juniors | 45+1       | 13         |                 | 0               | 0               |                    | -                  | -                  |             | -           | -           | 46     | 13     |
| 2016-2017                 | Panathīnaïkos             | SL                        | 8          | 0          | CG              | 4               | 0               | UEL                | 4                  | 0                  | -           | -           | -           | 16     | 0      |
| 2017-2018                 | Brescia                   | B                         | 6          | 0          | CI              | 0               | 0               | -                  | -                  | -                  | -           | -           | -           | 6      | 0      |
| Set. 2018-2019            | Veracruz                  | PD                        | 0          | 0          | CM              | 0               | 0               | -                  | -                  | -                  | -           | -           | -           | 0      | 0      |
| Totale carriera           | Totale carriera           | Totale carriera           | 59+1       | 13         |                 | 4               | 0               |                    | 4                  | 0                  |             | -           | -           | 68     | 13     |